# Гірниче підприємство

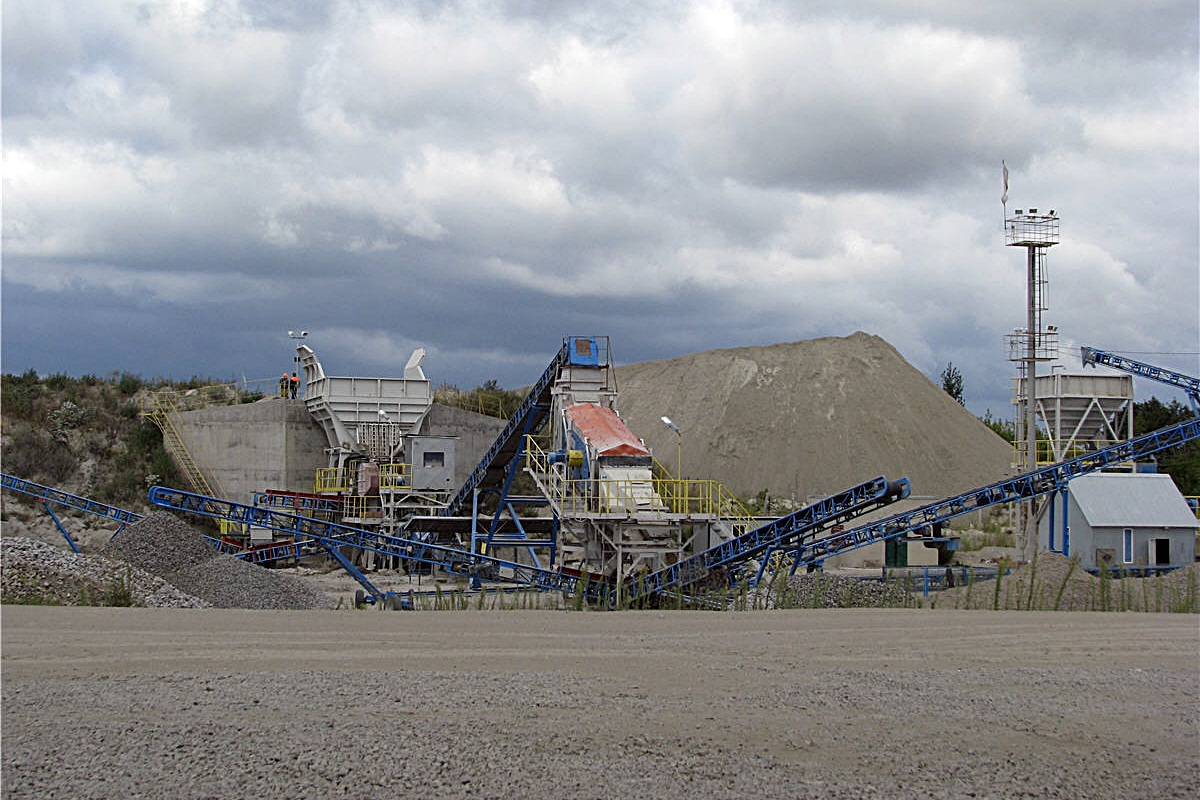
Плисецький гранітний кар'єр, Васильківський р-н

Гірни́че підприє́мство — промислове підприємство, призначене для розвідування або розробки родовищ корисних копалин.
Гірниче підприємство включає цілісний технічно й організаційно відокремлений майновий комплекс засобів і ресурсів для видобутку корисних копалин, будівництва та експлуатації об'єктів із застосуванням гірничих технологій.
До гірничих підприємств належать: копальні (шахти, рудники, кар'єри, розрізи), нафтові і газові промисли, збагачувальні фабрики і гірничо-збагачувальні комбінати (ГЗК) та інші.

## Потужність гірничого підприємства
Потужність гірничого підприємства:
1) Виробнича потужність гірничого підприємства — максимально можливий видобуток корисної копалини встановленої якості за одиницю часу (доба, рік), обумовлений, виходячи за умов виробництва, в розглянутому періоді на основі найповнішого використання засобів виробництва, раціонального режиму роботи, ефективної технології й організації виробництва, яка враховує передовий досвід, при дотриманні вимог безпеки і правил технічної експлуатації.
Потужність гірничого підприємства визначають: за обсягом гірничих робіт, пропускною здатністю відкотних виробок, приствольних дворів і шахтних підйомів, а також технологічного комплексу поверхні, вентиляції і стану життєзабезпечення трудящих гірничого підприємства.
Величина виробничої потужності гірничого підприємства змінюється при здійсненні техніко-організаційних заходів і умов виробництва. Виробнича потужність кар'єру — продуктивність кар'єру по видобутку корисної копалини і розкривних робіт (для шахт — прохідницьких робіт, «проходки») за одиницю часу (звичайно рік), установлюється проєктом; визначається виходячи з планової потреби, балансових запасів, гірничо-геологічних умов, можливостей застосування устаткування та ін.
2) Проєктна потужність гірничого підприємства — визначений у проєкті видобуток корисної копалини за одиницю часу. Вимірюється в тоннах на рік (річна), в тоннах на добу (добова) і в тоннах на годину (годинна) незбагаченої корисної копалини (рядове вугілля, сира руда) і збагаченої (за винятком відходів при збагаченні).

## Режим роботи гірничого підприємства
Режим роботи гірничого підприємства — встановлені порядок і тривалість виробничої діяльності у певному календарному періоді (доба, тиждень, місяць, рік), що враховує технологію виробництва, регламентує час виробничої роботи та час перерв, змінність роботи, тривалість змін. Розрізнюють перервний і безперервний режим роботи гірничого підприємства Найпоширеніші для гірничих підприємств перервні режими роботи:
- з трьома 7-годинними змінами на добу, двома загальними вихідними днями — п'ятиденний робочий тиждень;
- з трьома 7-годинними змінами на добу, одним загальним і одним змінним вихідним днем.

Безперервний режим роботи, як правило, здійснюється на повністю автоматизованих виробництві або на процесах, які необхідно підтримувати цілодобово.

## Рентабельність гірничого підприємства
Рентабельність гірничого підприємства — узагальнений показник економічної ефективності виробництва, що використовується для оцінки фінансово-господарської діяльності підприємств. Розраховується як відношення прибутку до затрат або собівартості продукції. Комплексно відображає використання матеріальних, трудових і грошових ресурсів та природних багатств.

## Проєктування гірничих підприємств
Проєктування гірничих підприємств — розробка комплексної технічної документації (проєкту), що вміщує техніко-економічне обґрунтування, розрахунки, креслення, макети, кошториси, пояснювальні записки та інші матеріали, необхідні для будівництва (реконструкції) гірничого підприємства і його фінансування.

## Реконструкція гірничих підприємств
Реконструкція гірничих підприємств — комплекс заходів, спрямованих на докорінну чи часткову перебудову технологічного комплексу діючих гірничих підприємств. Реконструюються кар'єри, шахти, газові та нафтові промисли, збагачувальні фабрики. Основні причини реконструкції — зниження виробничої потужності, продуктивності праці, погіршення умов праці тощо. Базується на оновленні основних фондів — активних (обладнання) і пасивних (будівлі та споруди).
Основні напрями реконструкції шахт:
- технічне переобладнання підприємства із збільшенням його потужності і поліпшенням техніко-економічних показників роботи;
- об'єднання полів декількох підприємств зі створенням загальної системи капітальних виробок, схем транспорту, вентиляції тощо;
- продовження термінів служби гірничодобувного підприємства за рахунок прирізки запасів сусідніх полів;
- вдосконалення способів розкриття, систем розробки і схем, підготовки запасів до відробки і інше.

## Трудові відносини працівників гірничих підприємств
Трудові відносини працівників гірничих підприємств регулюються Кодексом законів про працю України, законами України «Про підприємства в Україні», «Про охорону праці» та іншими нормативно-правовими актами про працю.

## Рентабельність гірничого підприємства
Узагальнений показник економічної ефективності виробництва, що використовується для оцінки фінансово-господарської діяльності підприємств. Розраховується як відношення прибутку до затрат або собівартості продукції. Комплексно відображає використання матеріальних, трудових і грошових ресурсів та природних багатств.